# Afyonkarahisar (provins)
Afyonkarahisar (eller bara Afyon) är en provins i västra Turkiet. Befolkningen uppgår till cirka 700 000 invånare och den administrativa huvudorten är Afyonkarahisar. Andra stora orter är Bolvadin, Dinar och Sandıklı. Provinsen är indelad i arton distrikt.